# Batalla de Mantinea (362 aC)
La batalla de Mantinea va tenir lloc el 362 aC entre els tebans liderats per Epaminondes i recolzats pels habitants d'Arcàdia i Beòcia, i els espartans, dirigits pel rei Agesilau II i recolzats per Elis, Atenes i Mantinea. La batalla havia de decidir l'hegemonia sobre Grècia, però la mort d'Epaminondes i la derrota dels espartans només van servir per aplanar el camí per a la conquesta de Grècia per part del Regne de Macedònia.

## Context històric
Després que la batalla de Leuctra el 371 aC fes trontollar l'hegemonia espartana, el polític i general Epaminondes de Tebes va procurar construir una nova hegemonia centrada a la seva ciutat. Per això, el tebà havia anat al sud, a l'àrea dominada tradicionalment pels espartans, i va crear la Lliga Arcàdia, una federació de ciutats estat de l'altiplà central del Peloponès, per contenir la influència espartana de manera que Tebes mantingués el control total.
En els anys anteriors a la batalla de Mantinea, els espartans es van unir amb Elis en un esforç de minar a la Lliga. Quan els arcadis van calcular malament i es van apropiar del Santuari de Zeus a Olímpia, a Elis, una de les ciutats estat d'Arcàdia, Mantinea, es va separar de la Lliga. Mantinea es va unir a Esparta i Elis per atacar la Lliga Arcàdia. Atenes va decidir donar el seu suport a Esparta, ja que era recelosa del poder tebà. Els atenesos també recordaven que al final de la Guerra del Peloponès, els tebans van demandar que Atenes fos destruïda i els seus habitants esclavitzats. Un exèrcit atenenc va ser enviat per mar per unir-se a les forces expedicionàries espartanes, per evitar que fos interceptat a terra per l'exèrcit tebà.
L'any 362 aC Epaminondes va marxar amb les seves tropes a Mantinea, però no pel camí més curt, sinó seguint la cadena muntanyosa que es troba a l'oest de Tegea. En desembocar al costat de la ciutat de Mantinea va descendir pel pendent de la muntanya i va formar al pla, davant els enemics. Els dos exèrcits es van trobar a uns trenta estadis de Mantinea, al camí que porta a Palantio, al costat de l'alzinar anomenat Pèlag. La facció liderada pels espartans estava comandada pel rei espartà Agesilau II. L'exèrcit tebà estava compost per contingents tant de Tebes com d'altres ciutats estat de Beòcia, i comptaven amb el suport dels arcadis encara lleials a la Lliga, i principalment per Megalòpolis i per Tegea.
Ambdós generals tenien una gran experiència en combat, si bé va ser Epaminondes el que va imposar les seves tàctiques sobre Agesilau.

## Desenvolupament tàctic

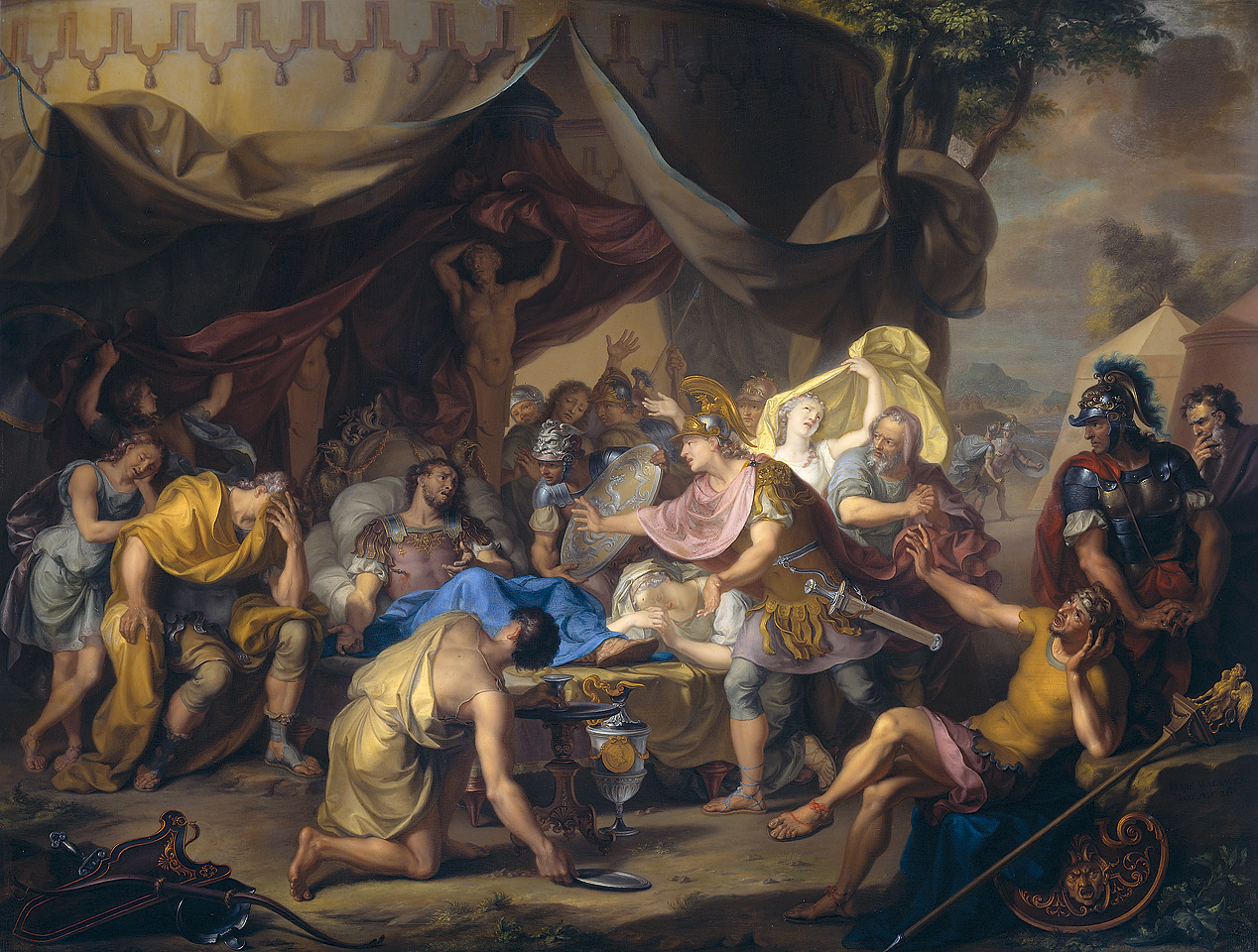
La mort d'Epaminondes. Obra d'Isaak Walraven (1726)

Epaminondes va utilitzar una versió modificada de les tàctiques que havia utilitzat per primera vegada a la batalla de Leuctra. Va organitzar els tebans a l'ala esquerra en una inusual i profunda columna d'hoplites, amb el Batalló Sagrat de Tebes com a punta de llança. Aquesta formació de tropes, coneguda com a falange obliqua intentava obtenir superioritat en un punt concret. Amb això va poder trencar amb facilitat la línia espartana que tenia menys profunditat. Epaminondes va conduir personalment aquesta columna en primera línia. Xenofont descriu l'ala esquerra tebana com "«un trirrem», amb el seu esperó de proa sobresortint pel front". Els enemics es van desplegar en línia com venia sent habitual, col·locant davant a la cavalleria encara que sense protecció de peltastes o altres auxiliars.
Epaminondes va llançar contra aquests a la seva cavalleria reforçada amb peltastes i hammipoi, i alhora va enviar més cavalleria i peltastes a ocupar un turó del seu flanc dret per evitar que des d'allà els atenesos poguessin intentar embolicar la seva formació.
La batalla es va desenvolupar com era de preveure, la cavalleria que els seus enemics van disposar en primera línia va ser escombrada i després les línies d'infanteria no van poder resistir l'empenta de les tropes d'elit beòcies que van desfer el front i els van posar en fuga. Les úniques que van sofrir contratemps van ser les tropes de cobertura situades al flanc de dret, que van ser derrotades per l'excel·lent cavalleria atenesa.

## Conseqüències

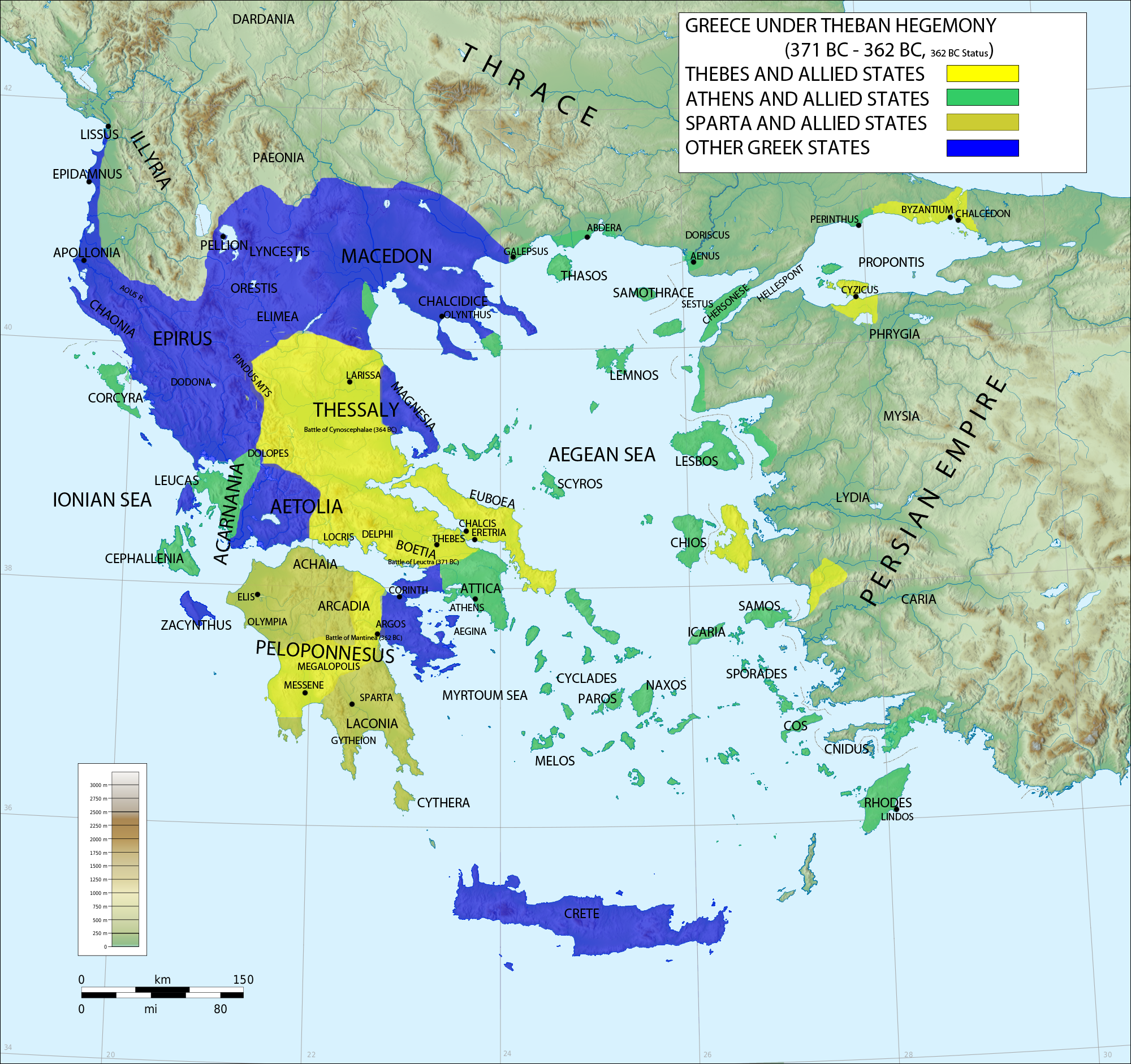
Hegemonia tebana, batalla de Mantinea.

Quan l'exèrcit enemic es trobava en retirada, va arribar la notícia de la mort d'Epaminondes. Les tropes van tornar lentament a les seves línies i va cessar tota persecució quan aquesta amb prou feines s'havia iniciat. Desconcertats, els beocis no van saber reaccionar a la mort del seu líder i els seus enemics van tornar a recuperar-se, ambdós van sol·licitar retirar els seus morts i els dos bàndols van donar així la batalla com guanyada.
Epaminondes va carregar i va fer fugir a l'ala dreta espartana, guanyant la batalla. Tanmateix, lluitant en primera línia, va tenir un final fatal. Els líders tebans Iolaidas i Difant també van morir. Epaminondes, abans d'expirar, en saber que els seus companys havien mort, va instar els tebans a firmar la pau, malgrat guanyar la batalla. El cert és que la batalla podria haver estat una completa victòria beòcia, però al final, la mort d'Epaminondes, va canviar totalment l'escenari del conflicte. Els beocis es van retirar i les poques guarnicions que van quedar al país serien retirades pocs anys després.
L'ambició i influència de Tebes en la regió va quedar enterrada per sempre en els camps de Mantinea. Sense el lideratge d'Epaminondes, l'hegemonia de Tebes es va esfondrar. A les mans de polítics molt mediocres, la política de la Lliga Beòcia va caure en una successió de despropòsits que la van portar finalment a perdre pràcticament tot el poder de què amb Epaminondes havien gaudit. Tan sols els va quedar el prestigi i l'orgull, que va ser el que els va animar a portar endavant amb resolució i valentia el seu darrer enfrontament amb Alexandre el Gran, i que a la fi va suposar la seva destrucció definitiva. El resultat final de la batalla va ser l'aplanament del camí perquè Macedònia conquerís Grècia.